# Matang Tunong (Lapang)
Matang Tunong is een bestuurslaag in het regentschap Aceh Utara van de provincie Atjeh, Indonesië. Matang Tunong telt 803 inwoners (volkstelling 2010).